# Andrew Talansky
Andrew Talansky (nascido em 23 de novembro de 1988) é um ciclista profissional norte-americano. Atualmente compete para a equipe Garmin-Sharp.